# Action pour la renaissance du Congo
L'Action pour la renaissance du Congo/Mwana Congo Telema (ARC) est un parti politique de la république du Congo dirigé par Rigobert Ngouolali.
L'ARC a été créé le 17 octobre 2007, il est membre de l'Alliance pour une nouvelle République (A.N.R.) depuis le 20 novembre 2008.
Il est écarté de la liste 2018 des partis officiellement reconnus en 2020.